# Girolamo Ferri
Girolamo Ferri (Longiano, 5 février 1713 - Ferrare, 27 juin 1786) est un littérateur et latiniste italien.

## Biographie
Né le 5 février 1713, à Longiano dans la Romagne, il n’avait que vingt ans lorsqu’il fut placé par ses compatriotes à la tête de l’école municipale. Il la dirigea quelque temps avec zèle, employant ses loisirs à l’étude du droit civil et canonique. Dès lors il professa les belles-lettres à Massa Lombarda, puis dans les séminaires de Faenza et de Rimini, s’attachant à former le goût de ses élèves en ne mettant sous leurs yeux que les grands modèles de l’antiquité. Les magistrats de Faenza le rappelèrent pour lui confier la direction du collège de cette ville. Lorsque le pape Clément XIV eut formé le projet de rendre à l’Université de Ferrare son ancienne splendeur, il la pourvut d’habiles professeurs et donna la chaire d’éloquence à Ferri, dont les talents lui étaient connus. Ferri la remplit pendant quatorze ans avec une rare distinction, et mourut le 27 juin 1786. On doit à sa plume élégante un assez grand nombre d’ouvrages en prose et en vers, dont la plus grande partie sont inédits ; mais ceux qu’il a publiés suffisent pour lui assurer un rang honorable parmi les meilleurs latinistes du 18e siècle. La critique lui a cependant reproché des écarts d’imagination et le manque de clarté. Il comptait au nombre de ses amis le savant P. Mittarelli, Fabroni, qui lui a dédié la Vie de Facciolati, etc.

## Œuvres
Outre plusieurs Discours en latin et en italien prononcés dans les occasions solennelles, on cite de Ferri :
- Epistolæ pro linguæ latinæ usu adversus Alembertium, Faenza, 1771, in-8°. Dans un opuscule intitulé : De la latinité des modernes (Mélanges de littérature, t. 5), d’Alembert avait essayé de prouver qu’il est inutile d’étudier le latin, puisqu’on ne peut jamais espérer de le savoir que très-mal. C’est ce paradoxe que Ferri réfute victorieusement et avec tout le zèle d’un homme qui combat pro aris et focis. Il a fait précéder ces lettres à d’Alembert d’une Dissertation pleine d’intérêt sur les efforts du cardinal Castelli pour rendre à la langue latine l’importance qu’elle avait déjà perdue, quoiqu’elle fût encore la langue des tribunaux et des écoles.
- De Tabulario Azuriniano ad Sex viros Faventinos commentariolum, opuscule inédit imprimé dans l’ouvrage de Mittarelli : De Litteratura Faventina.
- De Alexandri Sardii vita commentarius, Rome, 1775.
- De vita et scriptis Balth. Castilionis, Mantoue, 1780. C’est la vie de Castiglione, l’auteur du Livre du courtisan.
- Ragionamento di materia agraria, dans le Magasin de Florence, 1782.
- Elogio del conte Camillo Zampieri. Adam Barichevich a publié la Vie de Ferri dans la Biblioth. ecclesiastica, Pavie, 1790.